# Hydraena gnatelloides
Hydraena gnatelloides är en skalbaggsart som beskrevs av Armand D'Orchymont 1945. Hydraena gnatelloides ingår i släktet Hydraena och familjen vattenbrynsbaggar. Inga underarter finns listade i Catalogue of Life.